# Malva pudding
Il malva pudding o malvapoeding è un dolce sudafricano a base di farina, zucchero, uova, burro, latte e confettura di albicocca. Il dolce è in genere accompagnato da una crema o da gelato.

## Etimologia
L'etimo del nome malva pudding è molto discusso. Secondo l'Oxford English Dictionary, proviene dall'afrikaans malvalekker (lett. "marshmallow"). Questo potrebbe infatti essere dovuto alla somiglianza tra la consistenza morbida del dolce con quella dei marshmallow, oppure con quella di un altro dolce sudafricano, il malvelekker, che è ricavato da un estratto della pianta Althaea officinalis (conosciuta anche come marshmallow).
Altri sostengono che il malva del nome provenga dal termine afrikaans per indicare il geranio.
Una terza teoria vuole che l'impasto per preparare il dolce fosse un tempo insaporito con foglie di limone o il Pelargonium graveolens, pianta originaria del Sudafrica, indicata in afrikaans come malva.
Il cuoco Art Smith affermò che, stando a Colin Cowie, il suo ambasciatore al turismo in Sudafrica, il dolce prende il nome da una donna di nome Malva.
Secondo altri, il malva pudding conteneva originariamente il vino Malvasia nell'impasto o nella crema che lo sovrasta.

## Storia
Il malva pudding venne ideato la metà del Seicento dai coloni olandesi di stanza nel Sudafrica. Il dolce veniva preparato in estate utilizzando le albicocche, le cui piante erano molto comuni sul posto. Oggi il dolce è diffuso in tutto il paese.

### Annotazioni
1. ↑  In inglese.
2. ↑  In afrikaans.

### Riferimenti
1. 1 2 3  (EN) Malva pudding, su archive.today. URL consultato il 2 aprile 2025.
2. ↑  (EN) Translation of the word "malva", su majstro.com. URL consultato il 2 aprile 2025.
3. ↑  (EN) Oprah and Malva Pudding, su oprah.com. URL consultato il 2 aprile 2025.
4. ↑  (EN) Malva Pudding Recipe, su frugalflexitarian.com. URL consultato il 2 aprile 2025.
5. 1 2  (EN) All About The Traditional African Dessert, Malva Pudding, su slurrp.com. URL consultato il 2 aprile 2025.
6. ↑  (EN) "South African Recipes, su capetownmagazine.com. URL consultato il 2 aprile 2025.
7. ↑  (EN) #HeritageDay: Where does malva pudding come from?, su citizen.co.za. URL consultato il 2 aprile 2025.